# Centrale termoelettrica di Trbovlje

La centrale termoelettrica di Trbovlje con l'alta ciminiera che supera le montagne della valle.

La centrale termoelettrica di Trbovlje (in sloveno: Termoelektrarne Trbovlje-TET) è un impianto industriale volto alla produzione di energia elettrica, situato a Trbovlje, in Slovenia, lungo il fiume Sava. Costruita in due anni, dal 1964 al 1966, è una delle tre centrali a carbone del Paese ed è principalmente famosa per l'altezza della ciminiera, che con i suoi 360 metri detenne il record per la costruzione più alta d'Europa fino al completamento del Federation Tower di Mosca.

## Contesto

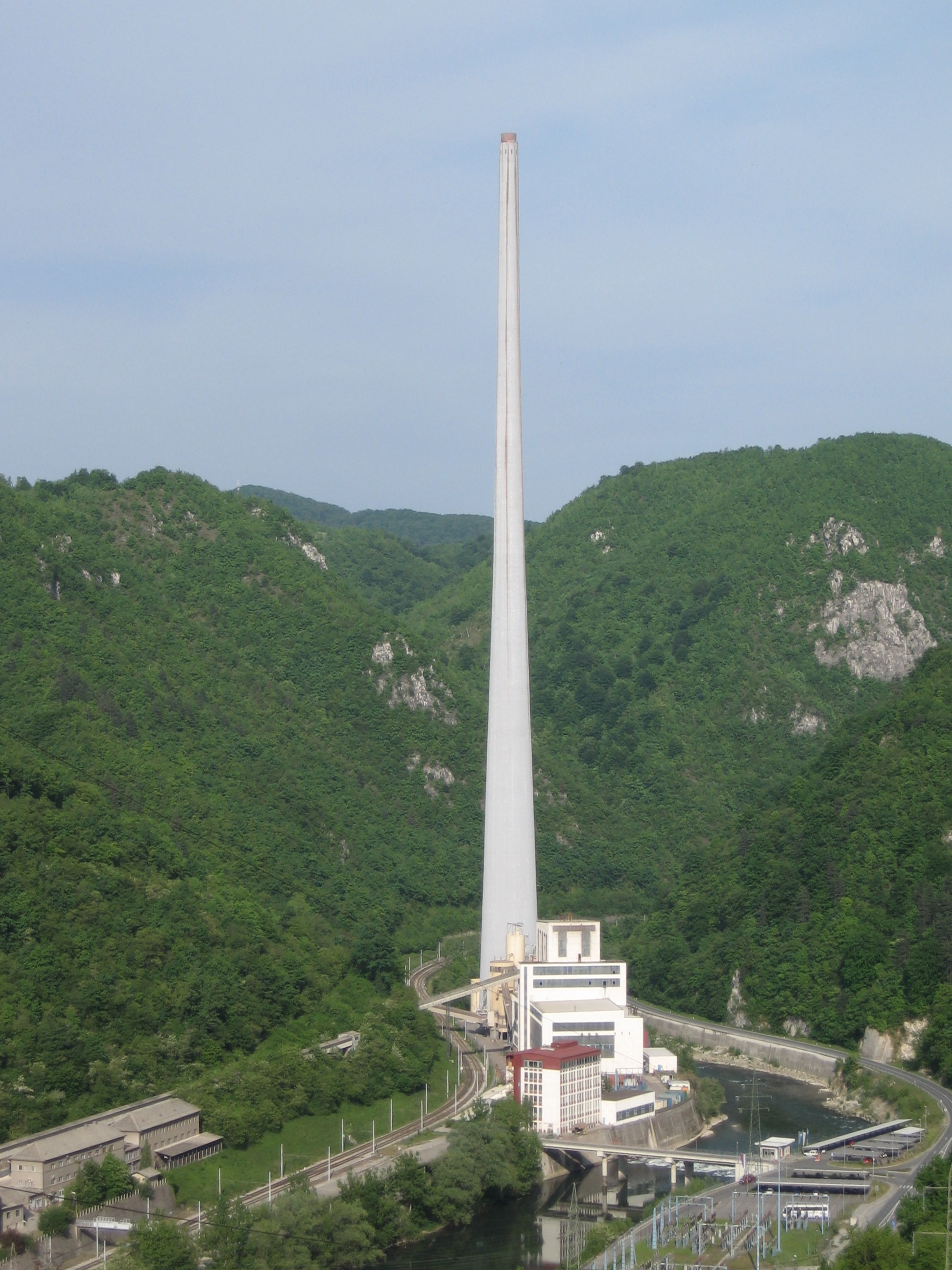
Un'immagine della ciminiera.

La centrale elettrica, che è gestita dalla Termoelektrarna Trbovlje d.o.o., sfrutta il vapore generato dalla combustione della lignite, di cui è estremamente ricco il territorio circostante; tuttavia è alimentata, come combustibile secondario, anche da gas naturale. A tal proposito, essa è composta da due stabilimenti diversificati proprio per tipologia di carburante: quello principale, a lignite, da 125 MW e quello secondario, a gas naturale, da 63 MW. La centrale produce il 6% del fabbisogno totale della Slovenia, configurandosi come l'impianto sloveno più efficiente per la produzione di energia da lignite, in questo avvantaggiato sia dall'ubicazione, per la vicinanza di una miniera, sia da un processo di gestione della materia prima ben organizzato per gli standard locali.

## La ciminiera
Inizialmente la centrale aveva una ciminiera di 80 metri; quella attuale, invece, è quattro volte e mezzo più alta: 360 metri. La sua realizzazione ha richiesto 210 giorni di lavoro, 11.866 metri cubi di calcestruzzo, 1.079 tonnellate d'acciaio e 960 tonnellate di materiale isolante. Alla base, il camino ha un diametro di 27,5 metri. I lavori, ultimati nel 1976, hanno comportato una spesa di oltre 100 milioni di dinari jugoslavi. L'opera è stata definita necessaria per via della conformazione del territorio, una valle, tendente a non disperdere l'inquinamento atmosferico generato. È stato scelto, pertanto, di far raggiungere alla bocca della ciminiera un'altezza tale da non creare problemi d'inquinamento a livello locale.